# Emma Lou Diemer
Emma Lou Diemer, née le 24 novembre 1927 à Kansas City (Missouri) et morte le 2 juin 2024, à Santa Barbara (Californie), est une pianiste, compositrice, musicologue et professeur d'université américaine.

## Biographie
Elle a étudié à l'École de musique de Yale, et en est ressortie diplômée d'un master en musique en 1950. Entre 1952 et 1953, grâce au Programme Fulbright, elle part étudier la composition à Bruxelles. Elle rentre ensuite aux États-Unis pour recevoir son doctorat de l'École de musique Eastman.
Elle devient professeur en théorie de la musique et composition à l'Université du Maryland entre 1965 et 1970 et rejoint ensuite l'Université de Californie à Santa Barbara. Elle est professeur émérite depuis 1991.